# Weberstraße 20 (Quedlinburg)

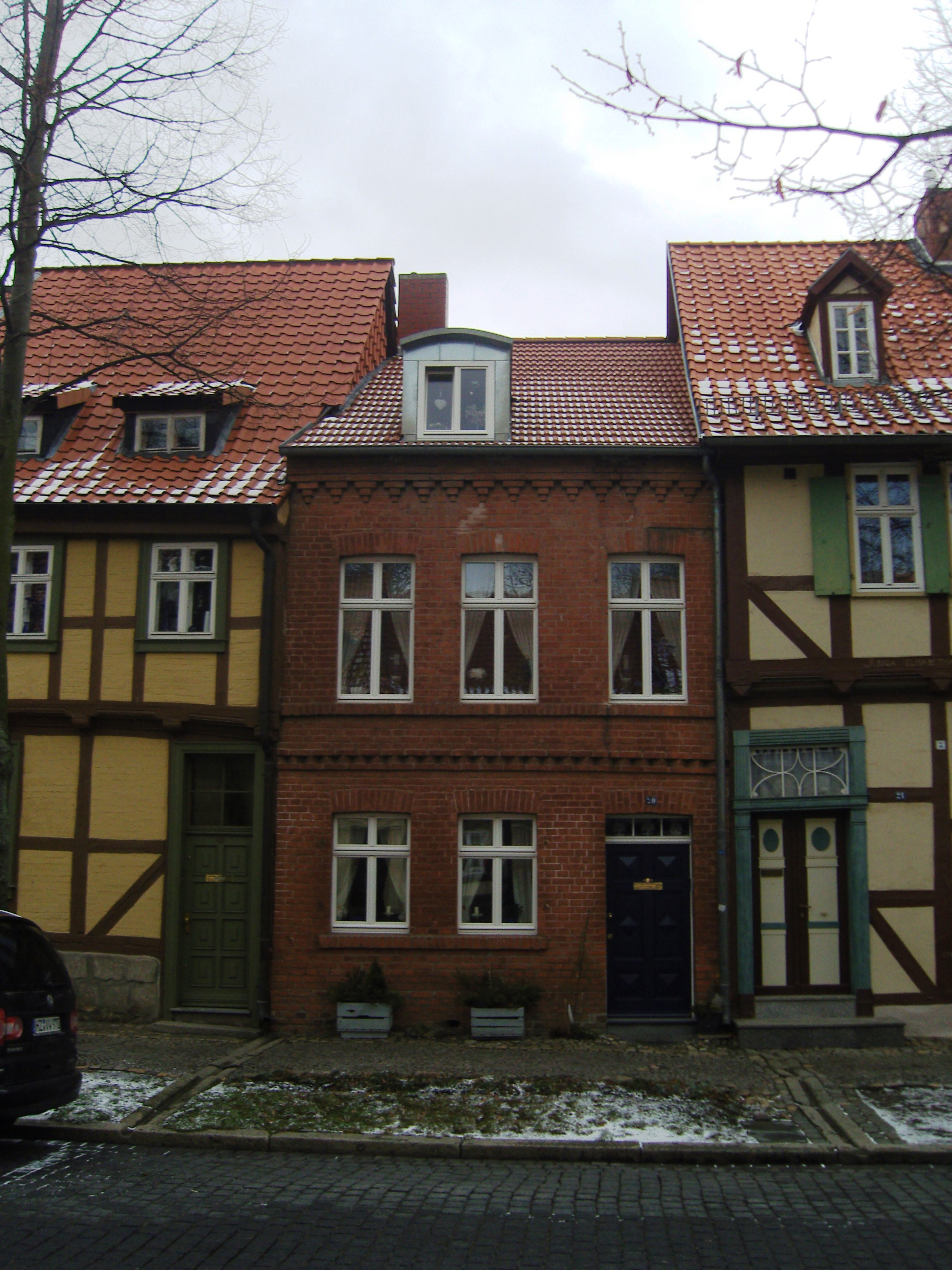
Haus Weberstraße 20

Das Haus Weberstraße 20 ist ein denkmalgeschütztes Gebäude in der Stadt Quedlinburg in Sachsen-Anhalt.

## Lage
Es befindet sich im nördlichen Teil der historischen Quedlinburger Neustadt und gehört zum UNESCO-Weltkulturerbe. Im Quedlinburger Denkmalverzeichnis ist es als Wohnhaus eingetragen. Südlich grenzt das gleichfalls denkmalgeschützte Haus Weberstraße 19, nördlich das Haus Weberstraße 21 an.

## Architektur und Geschichte
Das zweigeschossige Gebäude entstand in der Zeit um 1880 in massiver Bauweise. Der schmale Backsteinbau umfasst lediglich drei Achsen. An den Gesimsen befinden sich die für Backstein typischen Ornamente Deutsches Band und Konsolgesims. Die als Haustür dienende Kassettentür stammt aus der Bauzeit.